# Horacio Garcia Rossi
 (septembre 2012).
Horacio Garcia Rossi est un artiste plasticien, né le 24 juillet 1929 à Buenos Aires (Argentine) et mort le 5 septembre 2012 dans le 15e arrondissement de Paris à l’âge de 83 ans.

## Biographie
Il étudie à l'École nationale des Beaux-Arts de Buenos Aires de 1950 à 1957 et y rencontre Hugo Demarco, Julio Le Parc et Francisco Sobrino.
À partir de 1959, il réside et travaille à Paris. En 1960, il est l'un des cofondateurs du Centre de recherches d'art visuel, puis du GRAV avec Julio Le Parc, François Morellet, Francisco Sobrino, Joël Stein et Yvaral.
Intéressé par l'analyse des phénomènes visuels, Garcia Rossi introduit, à partir de 1962, le mouvement réel et la lumière dans ses recherches. Il mène ses premières expériences de formes géométriques sur des écrans.
Il développe en même temps des œuvres pouvant être manipulées par le spectateur (cylindres en rotation). Il entame une recherche continuelle sur le problème de l'instabilité avec la lumière et le mouvement. Il crée des Boîtes à lumière[Quoi ?] instable avec couleurs et motifs à manipuler, et des structures lumière à couleurs changeantes.
À partir de 1966, il conduit ses premières expériences avec l'identification visuelle de l'écriture (Mouvement[Quoi ?]), qui le mènent vers un Abécédaire en mouvement (Portrait ambigu des membres du GRAV) ; puis, à partir de 1969, à une recherche systématique d'un alphabet ambigu en essayant de donner à chaque lettre le mouvement que sa forme et sa signification ont en tant que lettre.

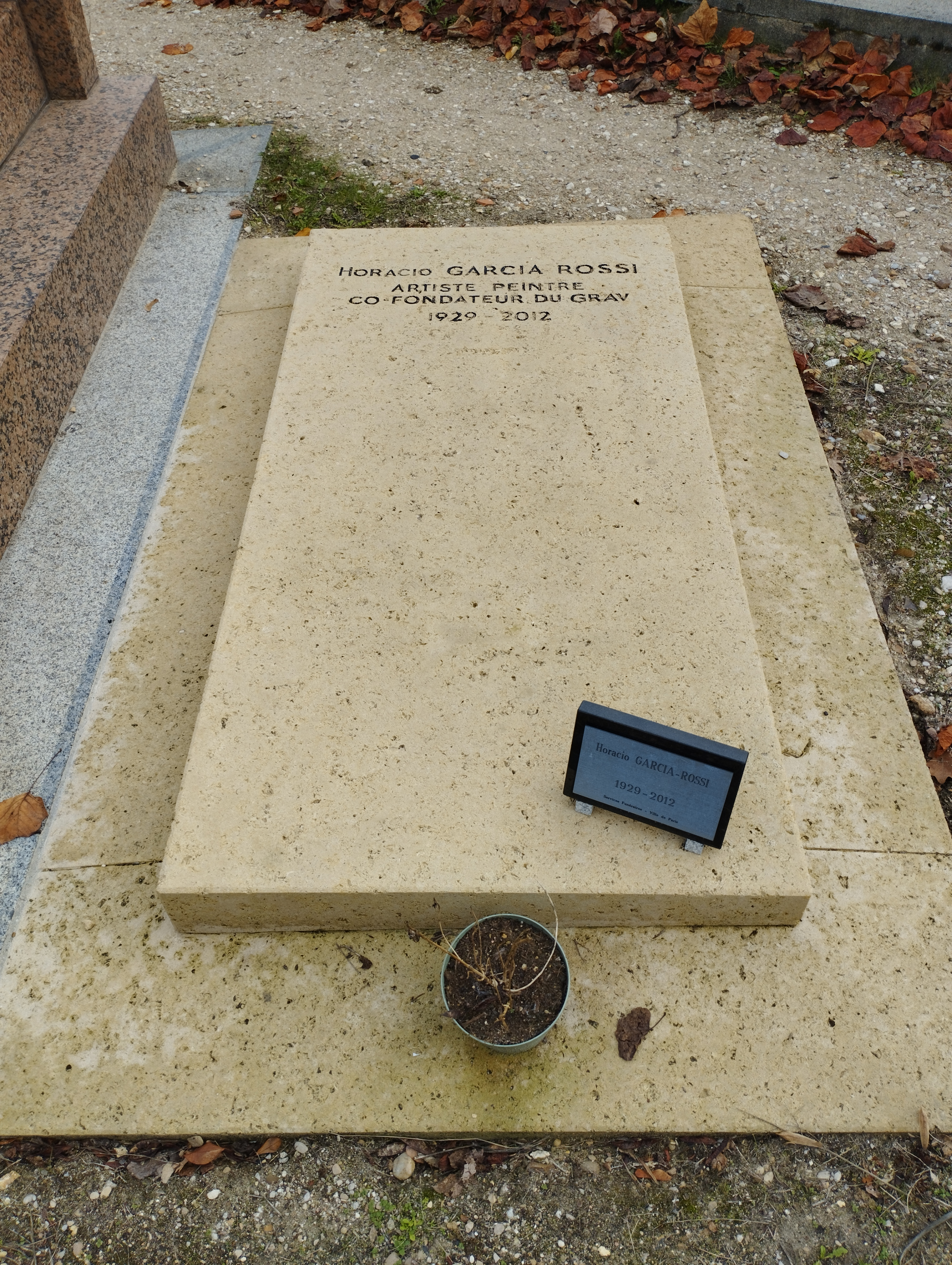
Tombe de Horacio Garcia Rossi au cimetière du Montparnasse (division 3).

De 1972 à 1974, il retourne aux problèmes plastiques bidimensionnels et à la recherche d'une structure simple par des moyens analytiques. Il étudie également de façon approfondie la couleur et ses possibilités.
De 1974 à 1978, il mène des recherches sur la problématique de la linguistique en tant que sujet de l'œuvre.
Depuis 1978, il s'intéresse à la problématique de la couleur-lumière, qu'il définit ainsi : "Dans ces recherches, la couleur ne se manifeste ni comme un élément décoratif en lui-même, ni comme une variété de couleurs mélangées, mais comme un groupement destiné à créer une nouvelle structure de visualisation: la couleur-lumière."

## Expositions personnelles récentes
- 2000 : Centre culturel Jacques-Prévert, Villeparisis
- 2002 : Valmore Studio d'Arte, Vicenza.2001Galerie Fumagalli, Bergame.
- 2003 : Studio F.22 - Palazzolo sull’Oglio, Brescia.
Galerie Melesi, Lecco.
Galerie FidesArte, Venise-Mestre.
- 2004 : Galerie d’Art Tarozzi, Pordenone.
- 2005 : Galerie Lélia Mordoch, Paris.
Villa Pisani, Stra, Italie.
- 2006 : « Horacio Garcia Rossi, Spazi indeterminati », Musée d’Art moderne de Ljubljana, Slovénie. « Du Rationalisme au Khaos », Bibliothèque nationale di Cosenza Piazza Toscano, Cosenza, Italie. « Couleur lumière », Studio F. 22 Modern Art Gallery, Brescia, Italie. « Demarco et Garcia Rossi », Galleria Marano, Cosenza, Italie.
- 2007 : « Progettare il Khaos », Museo Nazionale di Castel Sant’Angelo, Lungotevere, Rome, Italie. Galerie nationale de l’Umbrie, Pérouse, Italie. Art Basel Miami Beach, Galerie Siccardi, Houston, États-Unis. Fondazione Ettore Majorana, Erice, Italie. Loggiato Saint-Bartholomé, Palerme, Italie.
- 2008 : « Garcia Rossi et le GRAV », Musée de l’Hermitage, Saint-Pétersbourg, Russie. Galerie Sicardi, Houston, États-Unis.
- 2009 : « Di ritmo del cielo – La luce di Garcia Rossi », Casa Cillo, Cappella Maggiore, Italie.
- 2010 : « Garcia Rossi-Couleur lumière », Studio F22, Palazzolo sull’Oglio, Brescia, Italie. « Garcia Rossi fait son cinéma », Galerie Lélia Mordoch, Paris, France.
- 2011 : Couleur lumière, Ambassade d'Argentine, Paris, France
- 2017 : Opere dagli anni '50 fino al 2000- Retrospettiva - Galleria Granelli, Castiglioncello (Livorno)